# 三班
三班是東漢初年為漢室作出貢獻的班氏三父子。他們分別為：
- 父班彪 - 東漢史學家，補充《史記》，作《史記後傳》65篇
- 兄班固 - 東漢歷史學家，《漢書》的編撰者
- 弟班超- 东汉著名将领、外交家，是开拓和维持汉代与西域关系的重要人物。雖然出生文仕家庭，但是選擇投筆從戎。

關係人
- 妹班昭 - 又稱為曹大家，中國第一個女歷史學家，班彪之女、大哥為班固、二哥為班超、班勇的姑媽，替兄長班固完成《漢書》的撰寫
- 班超之子班勇 - 东汉西域都护，班超第三子、班彪之孫、班昭之姪。